# Laja (Bolivia)
Laja è un comune (municipio in spagnolo) della Bolivia nella provincia di Los Andes (dipartimento di La Paz) con 17.716 abitanti (dato 2010).

## Cantoni
Il comune è suddiviso in 6 cantoni:
- Collo Collo
- Curva Pucara
- Laja
- San Juan Rosario
- Tambillo
- Villa San Juan de Satatotora